# Ruka
Rukatunturi ook bekend als Ruka is een fjell en skiresort in de Finse gemeente Kuusamo.  Het skiseizoen loopt van oktober tot juni en is daarmee een van de langste in Europa. 
In de zomer is het vooral een populair natuur- en wandelgebied, vanwege zijn ligging in de buurt van Nationaal park Oulanka en de wereldberoemde Berenroute.